# Westermannia obscura
Westermannia obscura är en fjärilsart som beskrevs av Alfred Ernest Wileman 1914. Westermannia obscura ingår i släktet Westermannia och familjen trågspinnare. Inga underarter finns listade i Catalogue of Life.